# Oedignatha albofasciata
Oedignatha albofasciata là một loài nhện trong họ Corinnidae.
Loài này thuộc chi Oedignatha. Oedignatha albofasciata được Embrik Strand miêu tả năm 1907.